# Pfarrkirche Hallein-Neualm

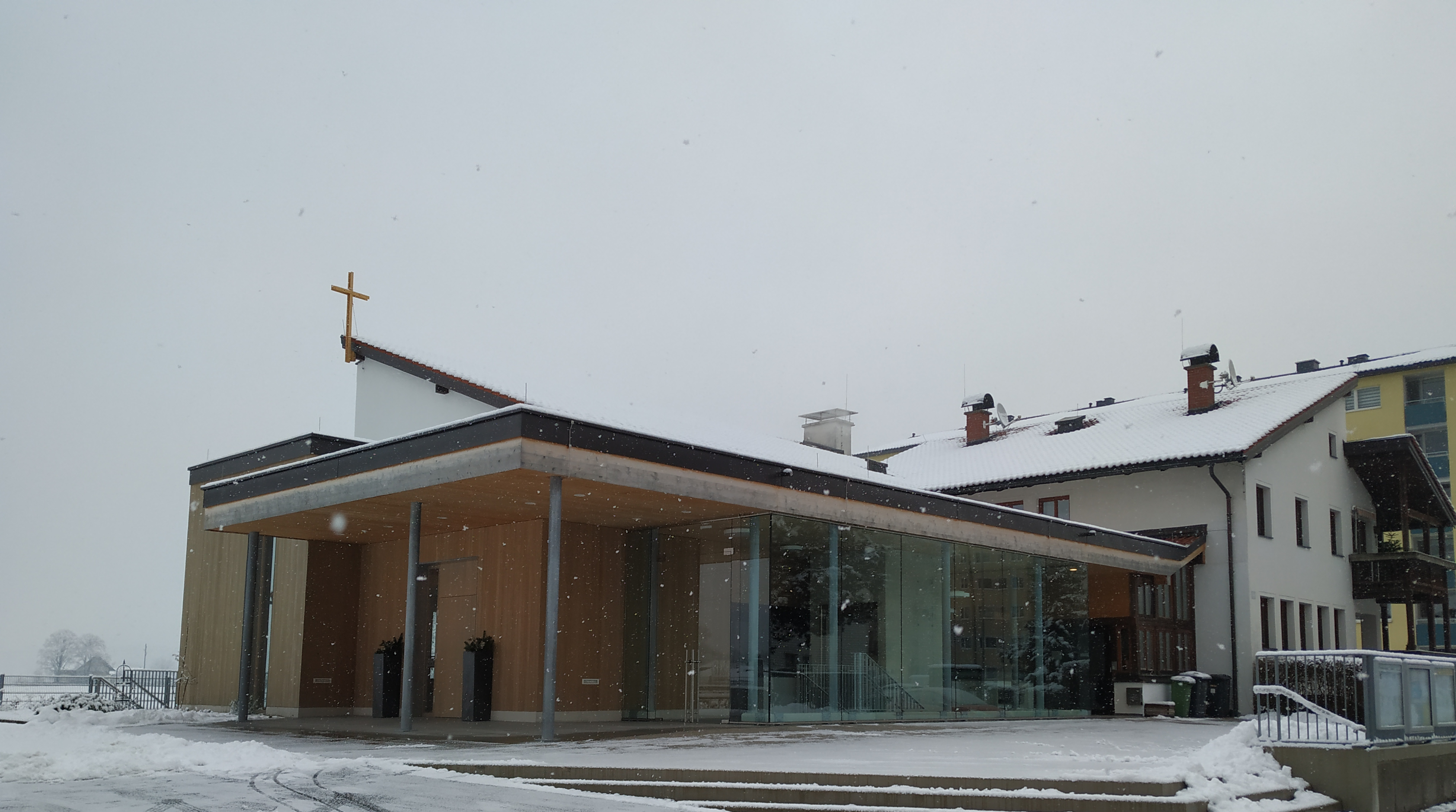
Pfarrkirche Hallein-Neualm

Die Pfarrkirche Hallein-Neualm (auch Pfarrzentrum Neualm genannt) steht im Stadtteil Neualm in der Stadtgemeinde Hallein im Bezirk Hallein im Land Salzburg. Die auf den hl. Josef der Arbeiter geweihte römisch-katholische Pfarrkirche gehört zum Pfarrverband Hallein im Dekanat Hallein in der Erzdiözese Salzburg.

## Geschichte

### Gründung und Bau

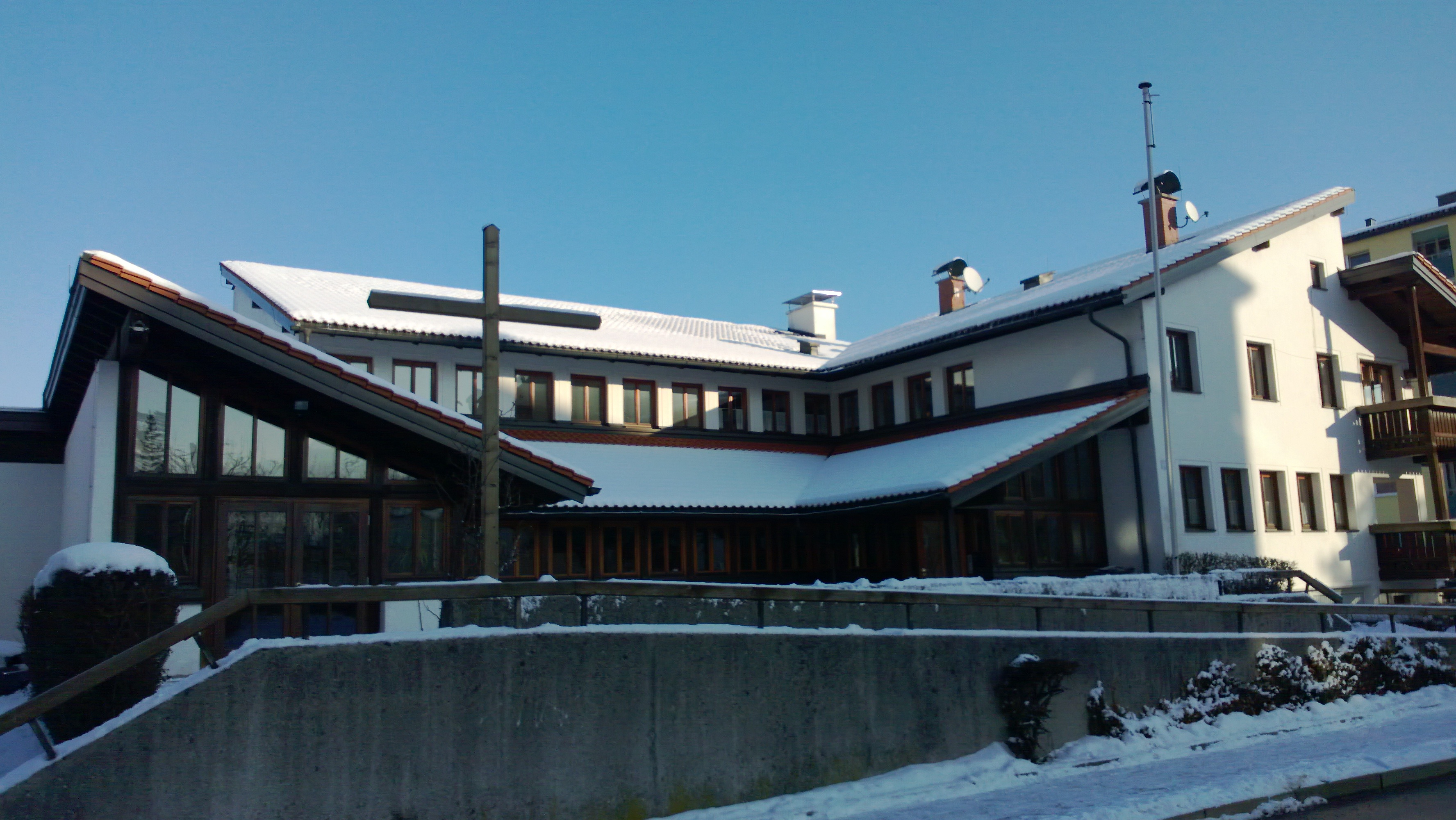
Pfarrkirche Hallein-Neualm 2013

Von 1974 bis 1984 feierten die Meßteilnehmer die Gottesdienste in der Pausenhalle der Volksschule Neualm. 1976 wurde der erste Pfarrgemeinderat mit Erzbischof Karl Berg in der Wohnung der Familie Strobl konstituiert. Der Spatenstich für den Bau einer Kirche mit einem Pfarrzentrum erfolgte 1982 mit Weihbischof Jakob Mayr. Geweiht wurde die Kirche und das Pfarrzentrum mit Erzbischof Karl Berg am 27. Oktober 1984. Die Kirche wurde 1998 mit Erzbischof Georg Eder zur Pfarrkirche erhoben.

### Sanierung und Neugestaltung
Von 2017 bis 2019 fand eine umfangreiche Sanierung und Neugestaltung statt. Die wichtigsten Ziele waren:
- Umgestaltung des bisher für Gottesdienste genutzten Multifunktionsraums in einen modernen Kirchenraum
- Abriss der kleinen Kapelle (diese hatte seit der Bauphase einen statischen Fehler) und Errichtung eines Eingangsbereichs / Taufraums
- Erweiterung der Kellerräume zu einem großzügigen Veranstaltungsraum für alle Bevölkerungsgruppen
- Barrierefreiheit durch den Einbau eines Liftes[1]